# 白渚悠
白渚 悠（しらなぎ はるか、1988年12月4日 - ）は、日本のサロンモデル、元読者モデル、元レースクイーン、元イベントコンパニオン。
東京都出身。トータルブレーン所属。

## 経歴
2011年デビュー。当初は本名の鹿野 悠（かの はるか）名義でモデル・イベントコンパニオンを中心に活動していたが、2014年、AUTECHのレースクイーンに選ばれたのを機に現芸名に改名。同年末には日本レースクイーン大賞のファイナルステージ出場20名に選出されたが、グランプリ受賞はならなかった。
2015年、エヴァンゲリオンレーシングの同年度体制として、同年夏の鈴鹿8時間耐久ロードレースにおいて渚カヲル役のレースクイーンを務め、レース以外のイベントにも積極的に参加した。
2016年4月以降は、モデルの仕事は継続しているものの、レースクイーンの仕事を卒業し、本名の「鹿野 悠」名義で同年のSUPER GT「BMW Team Studie」にチームスタッフとして参加。以後はコントローラーとしての仕事が多いが、東京モーターショーや撮影会などのイベントにも出演することがある。
2022年12月5日、自身のInstagramで結婚したことを明らかにした。

## 人物
- 趣味はアニメ鑑賞、ハロプロ、スポーツ観戦、美味しいものを食べる。特技はタッチタイピング、お菓子作り。
- 読者モデルの鈴木優美と仲が良く、ブログにも度々登場する[1]。
- 学生時代には、神奈川県藤沢駅前の小田急百貨店屋上にある湘南ベルマーレフットサルコートでアルバイトをしていた。
- 歴代のAUTECHレースクイーンとしては最後の昭和生まれ[注 2]で、エヴァンゲリオンレーシングのレースクイーンとしても、歴代最後の昭和生まれ[注 2]である。

## 出演

### レースクイーン
- 2014 nismo AUTECH Race Queen[7]
- SUPER GT 300クラス BMW Sports Trophy Team Studie #7 M Power Girls 2015 [8]
- エヴァンゲリオンレーシング2015（2015年 鈴鹿8時間耐久ロードレース・カヲル役）[9][10]
  - 4月25日：富士急ハイランド「EVANGELION：WORLD」エヴァンゲリオンプロジェクションマッピング オープニングイベント[11][12]、撮影会
  - 6月6日：RQ撮影会
  - 7月19日：東名高速道路の足柄サービスエリアにある「EXPASA足柄（下り）」で、「新世紀エヴァンゲリオン」とコラボイベント。RQ撮影会。[13][14]
  - 7月25日 - 26日：鈴鹿8時間耐久ロードレース[15]
  - 9月23日：第3新東京市温泉卓球部箱根温泉卓球大会2015[16]
  - 10月3日：RQ撮影会
  - 2016年1月31日：RQ撮影会

### 雑誌
- 『steady.』 （宝島社）
- 『saita』 （セブン&アイ出版） [17]
- 『ar』 （主婦と生活社） [18]
- 『sweet』 （宝島社）
- 『Oggi』 （小学館）
- 『GINGER』 （幻冬舎）
- 『JJ』 （光文社）
- 『ViVi』 （講談社）
- 『mina』 （主婦の友社）
- 『bea's up』 （スタンダードマガジン） [19]
- 『FRaU』 （講談社）
- 『S Cawaii!』 （主婦の友社）

### イベント
- 2013年　東京ゲームショウ　PlayStationブース
- 2013年　東京モーターショー　BMWブース
- 2013年　大阪モーターショー　BMWブース
- 2014年　東京オートサロン　GOODYEARブース
- 2014年 東京ゲームショウ PlayStationブース
- 2015年 第15回 JAPAN ドラッグストアショー2015[20]
- 2015年 アニメジャパン2015 アメーバブース
- 2015年8月 「SUMMER　SONIC2015」サマーソニックガール
- 2013年11月　名古屋モーターショー　クルマクションブース